# Thenea levis
Thenea levis är en svampdjursart som beskrevs av Lendenfeld 1907. Thenea levis ingår i släktet Thenea och familjen Pachastrellidae. Inga underarter finns listade i Catalogue of Life.